# Тюри (Кот-д’Ор)
Тюри́ (фр. Thury) — коммуна во Франции, находится в регионе Бургундия. Департамент коммуны — Кот-д’Ор. Входит в состав кантона Ноле. Округ коммуны — Бон.
Код INSEE коммуны — 21636.

## Население
Население коммуны на 2010 год составляло 293 человека.
| 1962 | 1968 | 1975 | 1982 | 1990 | 1999 | 2010 |
| ---- | ---- | ---- | ---- | ---- | ---- | ---- |
| 377  | 342  | 344  | 318  | 310  | 295  | 293  |

## Экономика
В 2010 году среди 165 человек трудоспособного возраста (15—64 лет) 109 были экономически активными, 56 — неактивными (показатель активности — 66,1 %, в 1999 году было 65,3 %). Из 109 активных жителей работали 99 человек (52 мужчины и 47 женщин), безработных было 10 (5 мужчин и 5 женщин). Среди 56 неактивных 11 человек были учениками или студентами, 23 — пенсионерами, 22 были неактивными по другим причинам.